# Campeonato Africano de Voleibol Feminino Sub-20
O Campeonato Africano de Voleibol Feminino Sub-20 é um torneio de voleibol organizado pela Confédération Africaine de Volleyball. Sua primeira edição ocorreu em 2004, no Egito, sende este o maior campeão do torneio.

## Quadro Geral
| Ordem | País      | Medalha de ouro | Medalha de prata | Medalha de bronze | Total |
| ----- | --------- | --------------- | ---------------- | ----------------- | ----- |
| 1     | Egito     | 6               | 1                | 0                 | 7     |
| 2     | Argélia   | 1               | 2                | 1                 | 4     |
| 3     | Tunísia   | 0               | 2                | 2                 | 4     |
| 4     | Nigéria   | 0               | 1                | 1                 | 2     |
| 5     | Seicheles | 0               | 1                | 0                 | 1     |
| 6     | Quênia    | 0               | 0                | 2                 | 2     |
| 7     | Senegal   | 0               | 0                | 1                 | 1     |